# Jabłonowscy herbu Grzymała

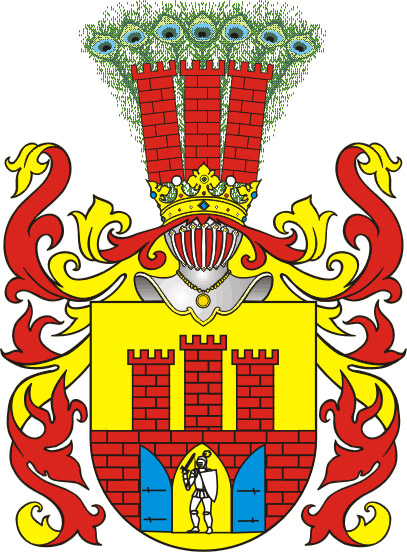
Herb Jabłonowskich – Grzymała

Jabłonowscy herbu Grzymała – polski ród szlachecki, wywodzący się ze wsi Jabłonowa w Ziemi Nurskiej, na temat którego pierwsze wzmianki pochodzą już z początku XV wieku. Założycielem linii hrabiowskiej był Roch Michał Jabłonowski (działał w drugiej połowie XVIII w.), kasztelan wiślicki, starosta korsuński, marszałek trybunału koronnego. W roku 1768 żądał na sejmie wyswobodzenia ludu wiejskiego z poddaństwa. W sprawach krajowych był gorącym zwolennikiem reform książąt Czartoryskich. Pragnąc wyswobodzenia Polski spod wpływów rosyjskich, popierał hojnie pieniędzmi i ludźmi konfederację barską, z chwilą zaś jej upadku usunął się zupełnie od spraw publicznych i osiadł w Galicji, gdzie w roku 1779 otrzymał tytuł hrabiowski.

## Przedstawiciele
- Roch Michał Jabłonowski (ok. 1712-1780) kasztelan wiślicki
- Katarzyna Ossolińska z Jabłonowskich od 1 maja 1789 r., właścicielka m. Krościenko Wyżne
- Józef Jabłonowski starosta korsuński, odziedziczył po ojcu Rochu zamek Odrzykoń i Korczynę w 1796 r.
- Ludwik Jabłonowski (1810-1887) powstaniec, pamiętnikarz
- Leon Jabłonowski (zm. 1844) s. Józefa, odziedziczył Odrzykoń i przyległe miejscowości
- Zofia Jabłonowska primo voto Skarbek, od 1828 roku żona Aleksandra Fredry – komediopisarza
- Katarzyna Jabłonowska (1987) Nidzica
- Zbigniew Jablonowski